# Medalhistas olímpicos do curling

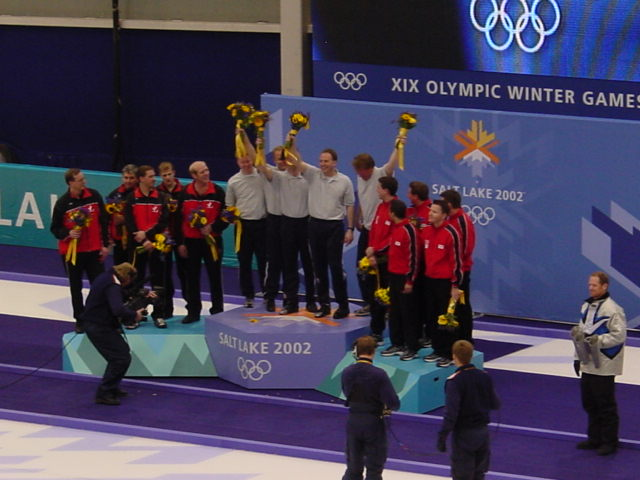
Pódio do torneio masculino nos Jogos de 2002.

O curling é um esporte coletivo disputado em Jogos Olímpicos de Inverno por equipes de quatro jogadores e por duplas mistas. Estes são os medalhistas olímpicos do esporte:

## Masculino

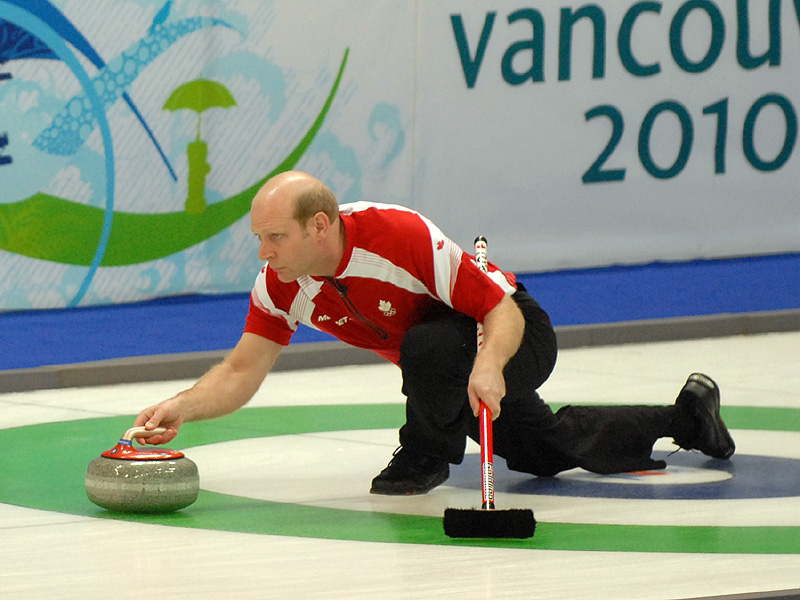
Kevin Martin, dono de uma medalha de ouro e uma de prata em Olimpíadas.

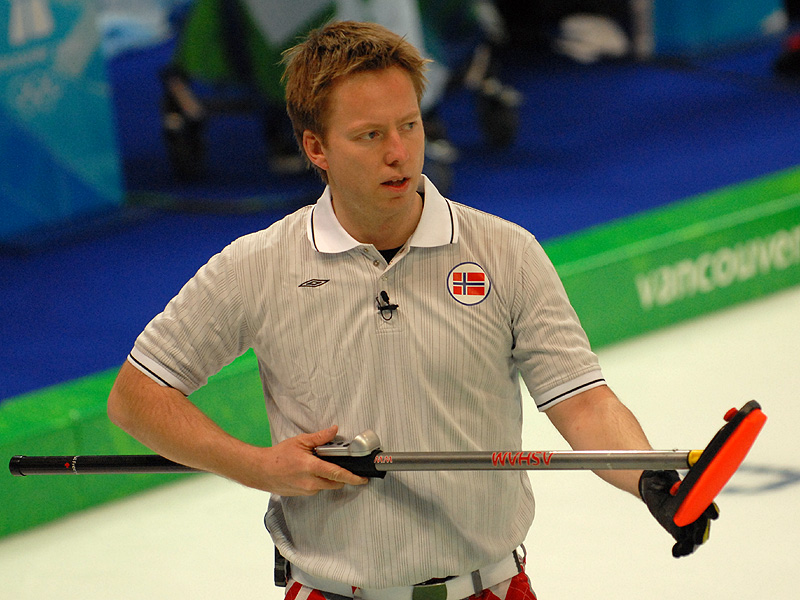
Torger Nergård, também dono de um ouro e uma prata.

| Evento                         | Ouro | Prata | Bronze                                                                                                 |
| ------------------------------ | --- | --- | --- |
| Chamonix 1924 (detalhes)       | William Jackson Robin Welsh Thomas Murray Laurence Jackson T. S. Robertson-Aikman John McLeod William Brown D. G. Astley GBR Grã-Bretanha | Johan Petter Åhlén Carl August Kronlund Ture Ödlund Carl Wilheim Petersén Carl-Axel Pettersson Erik Severin Karl-Erik Wahlberg Victor Wetterström SWE Suécia | Henri Cournollet Georges André Armand Bénédic Jacques Canivet Robert Planque Henri Aldebert FRA França |
| Nagano 1998 (detalhes)         | Patrick Hürlimann Patrik Lörtscher Daniel Müller Diego Perren Dominic Andres SUI Suíça                                                    | Mike Harris Richard Hart Collin Mitchell George Karrys Paul Savage CAN Canadá                                                                                | Eigil Ramsfjell Jan Thoresen Stig-Arne Gunnestad Tore Torvbråten Anthon Grimsmo NOR Noruega            |
| Salt Lake City 2002 (detalhes) | Pål Trulsen Lars Vågberg Flemming Davanger Bent Ånund Ramsfjell Torger Nergård NOR Noruega                                                | Kevin Martin Don Walchuk Carter Rycroft Don Bartlett Ken Tralnberg CAN Canadá                                                                                | Andreas Schwaller Christof Schwaller Markus Eggler Damian Grichting Marco Ramstein SUI Suíça           |
| Turim 2006 (detalhes)          | Brad Gushue Mark Nichols Russ Howard Jamie Korab Mike Adam CAN Canadá                                                                     | Markku Uusipaavalniemi Wille Mäkelä Kalle Kiiskinen Teemu Salo Jani Sullanmaa FIN Finlândia                                                                  | Pete Fenson Shawn Rojeski Joe Polo John Shuster Scott Baird USA Estados Unidos                         |
| Vancouver 2010 (detalhes)      | Kevin Martin John Morris Marc Kennedy Ben Hebert Adam Enright CAN Canadá                                                                  | Thomas Ulsrud Torger Nergård Christoffer Svae Håvard Vad Petersson Thomas Løvold NOR Noruega                                                                 | Ralph Stöckli Jan Hauser Markus Eggler Simon Strübin Toni Müller SUI Suíça                             |
| Sóchi 2014 (detalhes)          | Brad Jacobs Ryan Fry E. J. Harnden Ryan Harnden Caleb Flaxey CAN Canadá                                                                   | David Murdoch Tom Brewster Greg Drummond Scott Andrews Michael Goodfellow GBR Grã-Bretanha                                                                   | Niklas Edin Sebastian Kraupp Fredrik Lindberg Viktor Kjäll Oskar Eriksson SWE Suécia                   |
| PyeongChang 2018 (detalhes)    | John Shuster Tyler George Matt Hamilton John Landsteiner Joe Polo USA Estados Unidos                                                      | Niklas Edin Oskar Eriksson Rasmus Wranå Christoffer Sundgren Henrik Leek SWE Suécia                                                                          | Benoît Schwarz Claudio Pätz Peter de Cruz Valentin Tanner Dominik Märki SUI Suíça                      |
| Pequim 2022 (detalhes)         | Niklas Edin Oskar Eriksson Rasmus Wranå Christoffer Sundgren Daniel Magnusson SWE Suécia                                                  | Bruce Mouat Grant Hardie Bobby Lammie Hammy McMillan Jr. Ross Whyte GBR Grã-Bretanha                                                                         | Brad Gushue Mark Nichols Brett Gallant Geoff Walker Marc Kennedy CAN Canadá                            |

## Feminino

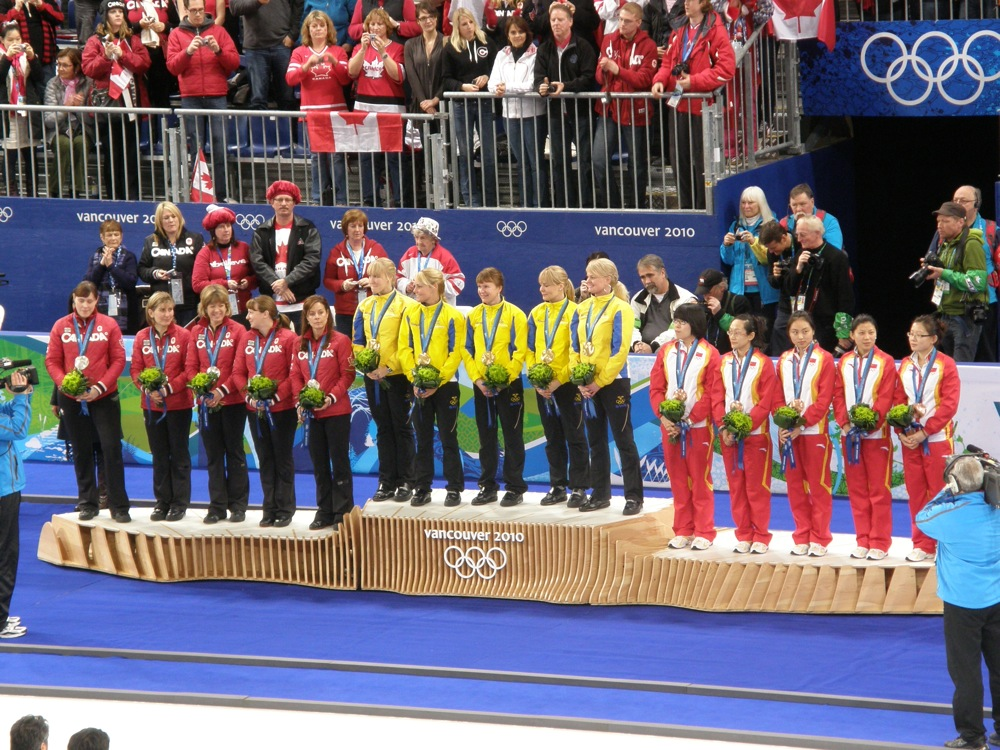
Pódio do torneio feminino nos Jogos de 2010.

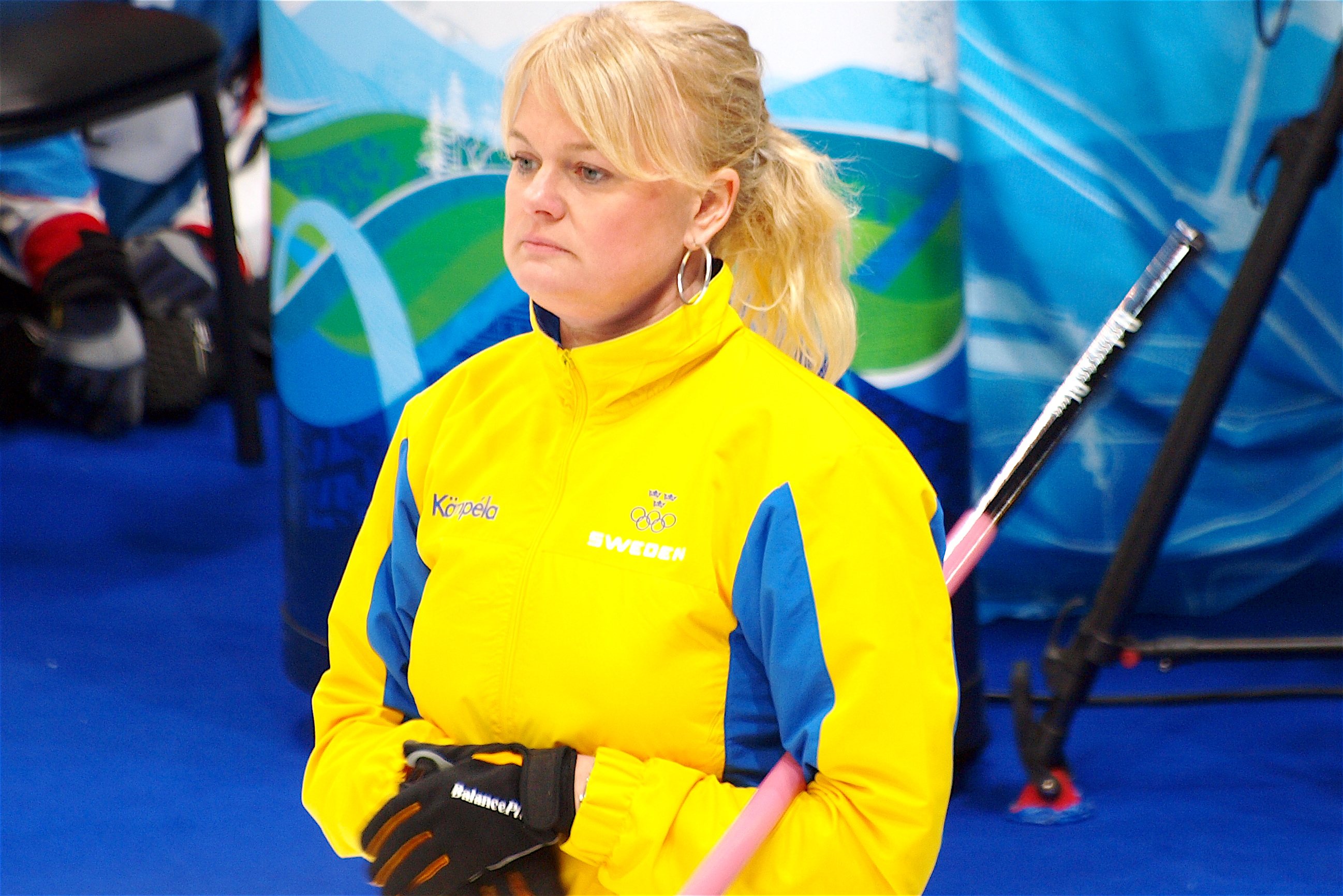
Anette Norberg, sueca bicampeã olímpica.

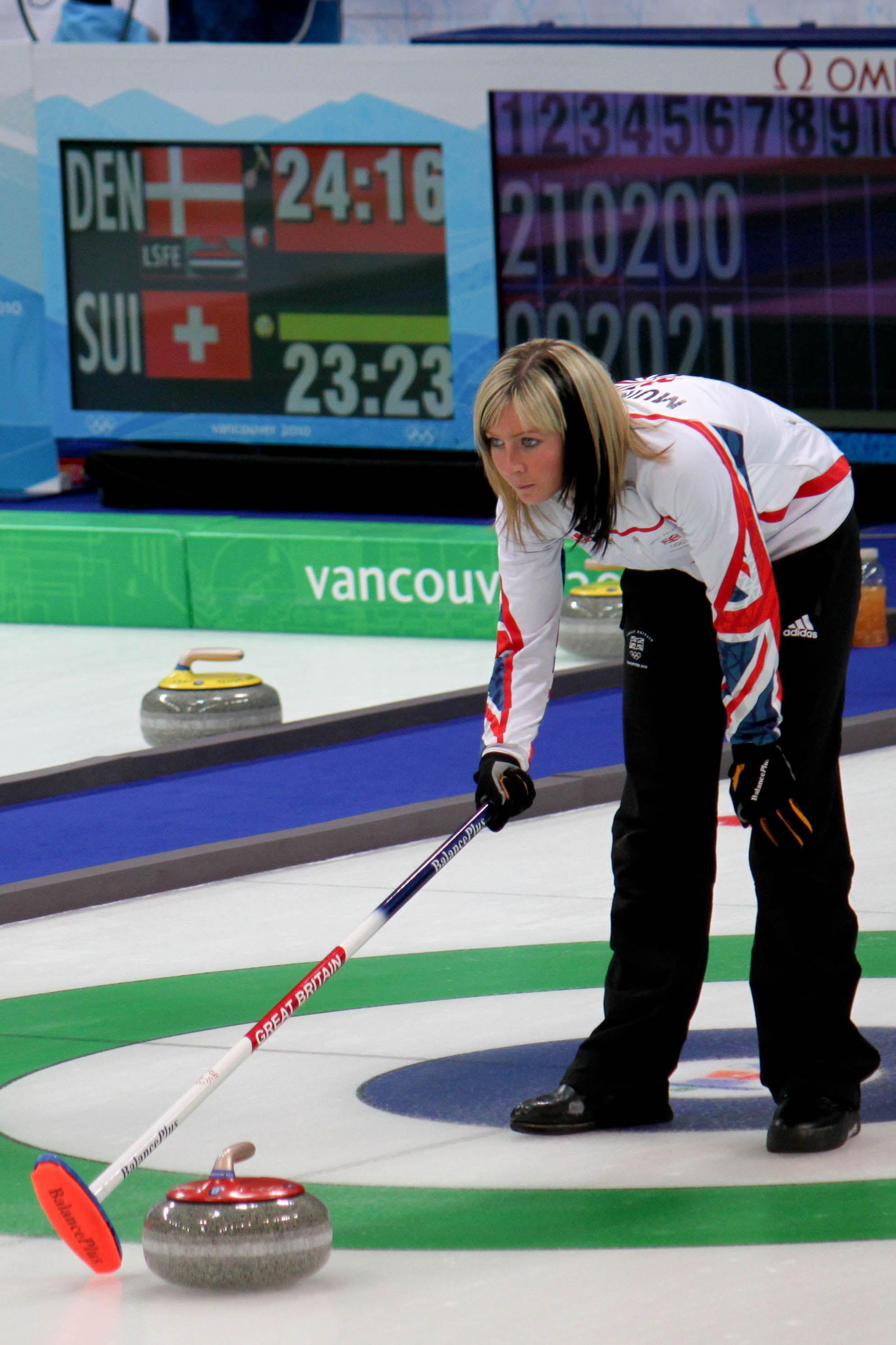
Eve Muirhead conquistou um ouro e um bronze representando a Grã-Bretanha.

| Evento                         | Ouro                                                                                     | Prata                                                                                                | Bronze                                                                                            |
| ------------------------------ | ---------------------------------------------------------------------------------------- | --- | ------------------------------------------------------------------------------------------------- |
| Nagano 1998 (detalhes)         | Sandra Schmirler Jan Betker Joan McCusker Marcia Gudereit Atina Ford CAN Canadá          | Helena Blach Lavrsen Margit Pörtner Dorthe Holm Trine Qvist Jane Bidstrup DEN Dinamarca              | Elisabet Gustafson Katarina Nyberg Louise Marmont Elisabeth Persson Margaretha Lindahl SWE Suécia |
| Salt Lake City 2002 (detalhes) | Rhona Martin Deborah Knox Fiona MacDonald Janice Rankin Margaret Morton GBR Grã-Bretanha | Luzia Ebnöther Mirjam Ott Tanya Frei Laurence Bidaud Nadia Röthlisberger SUI Suíça                   | Kelley Law Julie Skinner Georgina Wheatcroft Diane Nelson Cheryl Noble CAN Canadá                 |
| Turim 2006 (detalhes)          | Anette Norberg Eva Lund Cathrine Lindahl Anna Svärd Ulrika Bergman SWE Suécia            | Mirjam Ott Binia Beeli Valeria Spälty Michèle Moser Manuela Kormann SUI Suíça                        | Shannon Kleibrink Amy Nixon Glenys Bakker Christine Keshen Sandra Jenkins CAN Canadá              |
| Vancouver 2010 (detalhes)      | Anette Norberg Eva Lund Cathrine Lindahl Anna Le Moine Kajsa Bergström SWE Suécia        | Cheryl Bernard Susan O'Connor Carolyn Darbyshire Cori Bartel Kristie Moore CAN Canadá                | Wang Bingyu Liu Yin Yue Qingshuang Zhou Yan Liu Jinli CHN China                                   |
| Sóchi 2014 (detalhes)          | Jennifer Jones Kaitlyn Lawes Jill Officer Dawn McEwen Kirsten Wall CAN Canadá            | Maria Prytz Christina Bertrup Maria Wennerström Margaretha Sigfridsson Agnes Knochenhauer SWE Suécia | Eve Muirhead Anna Sloan Vicki Adams Claire Hamilton Lauren Gray GBR Grã-Bretanha                  |
| PyeongChang 2018 (detalhes)    | Anna Hasselborg Sara McManus Agnes Knochenhauer Sofia Mabergs Jennie Wåhlin SWE Suécia   | Kim Eun-jung Kim Kyeong-ae Kim Seon-yeong Kim Yeong-mi Kim Cho-hi KOR Coreia do Sul                  | Satsuki Fujisawa Chinami Yoshida Yumi Suzuki Yurika Yoshida Mari Motohashi JPN Japão              |
| Pequim 2022 (detalhes)         | Eve Muirhead Vicky Wright Jennifer Dodds Hailey Duff Mili Smith GBR Grã-Bretanha         | Satsuki Fujisawa Chinami Yoshida Yumi Suzuki Yurika Yoshida Kotomi Ishizaki JPN Japão                | Anna Hasselborg Sara McManus Agnes Knochenhauer Sofia Mabergs Johanna Heldin SWE Suécia           |

## Duplas mistas
| Evento                      | Ouro                                         | Prata                                           | Bronze                                          |
| --------------------------- | -------------------------------------------- | ----------------------------------------------- | ----------------------------------------------- |
| PyeongChang 2018 (detalhes) | Kaitlyn Lawes John Morris CAN Canadá         | Jenny Perret Martin Rios SUI Suíça              | Kristin Skaslien Magnus Nedregotten NOR Noruega |
| Pequim 2022 (detalhes)      | Stefania Constantini Amos Mosaner ITA Itália | Kristin Skaslien Magnus Nedregotten NOR Noruega | Almida de Val Oskar Eriksson SWE Suécia         |